# 亨廷登的瑪格麗特 (加洛威勳爵夫人)
亨廷登的瑪格麗特（英語：Margaret of Huntingdon，？—1228年），加洛威勳爵夫人，亨廷登伯爵大衛的長女。
1209年，瑪格麗特與加洛威勳爵亞蘭結婚，兩人共有1子2女：
1. 托馬斯（？年—1220年代），早逝
2. 克里斯蒂娜（？年—1246年）
3. 黛薇吉拉（？年—1290年），约翰·巴里奥的母親